# Kontinenz (Medizin)
Kontinenz ist die Fähigkeit, den Stuhlgang (→ Stuhlverhalt) und die Harn-Ausscheidung über eine Zeit hinweg zurückzuhalten bzw. den Ausscheidungsvorgang willentlich auszulösen und so bewusst zu kontrollieren. Verschiedene Krankheiten können diese Fähigkeit beeinträchtigen, so z. B. Blasen- und Nierenkrankheiten, Durchfall sowie verschiedene Erkrankungen des Nervensystems. Die Folge ist das Gegenteil der Kontinenz, die Harn- oder Stuhlinkontinenz.
Die Förderung der Harnkontinenz kann eine Aufgabe in der Kranken- oder Altenpflege sein. Die Wiederherstellung der Stuhlkontinenz kann eine Aufgabe der Chirurgie sein.